# Parco Industria Alfa Romeo - Portello

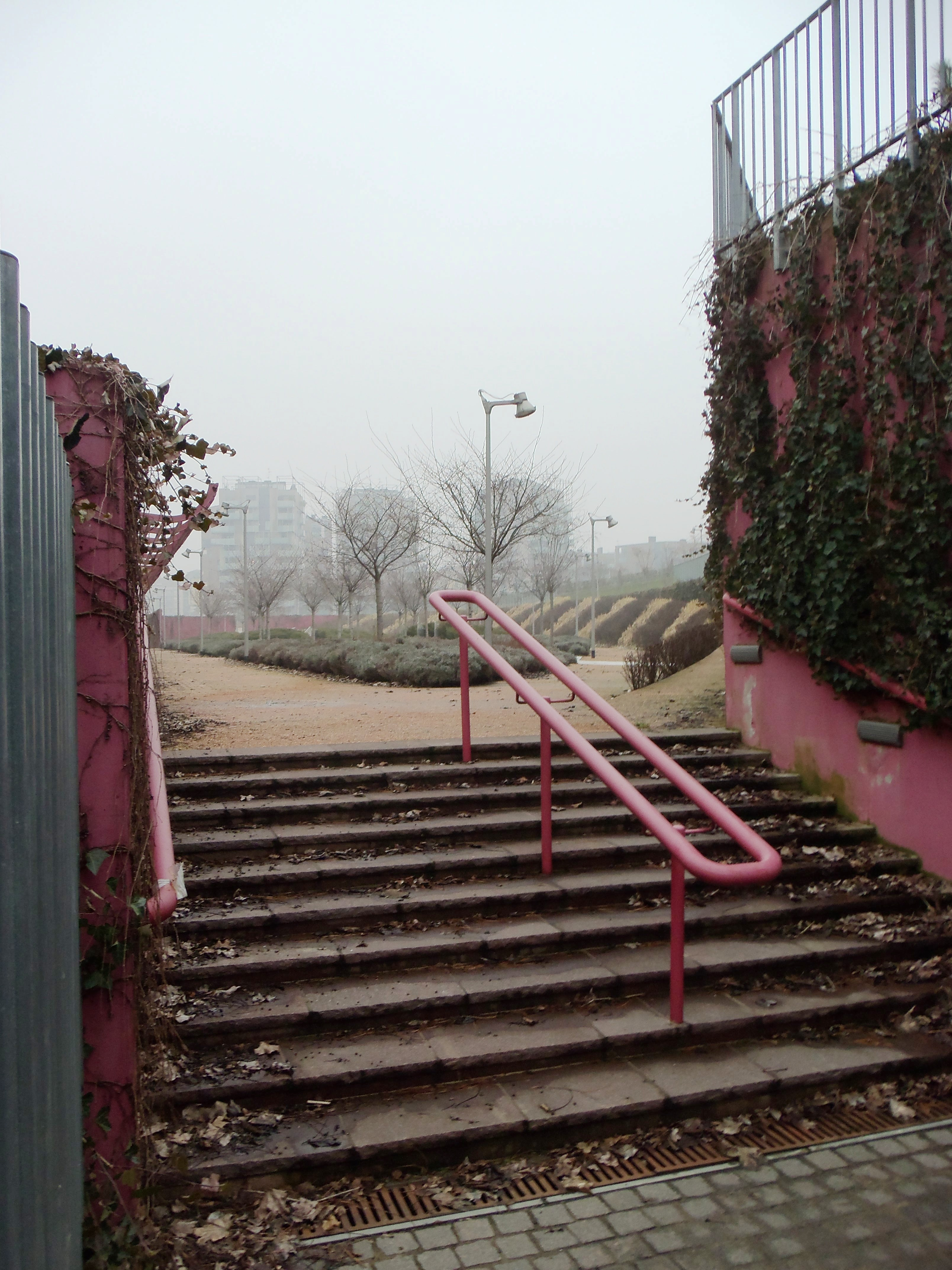
La parte bassa del parco, tra i muri di contenimento

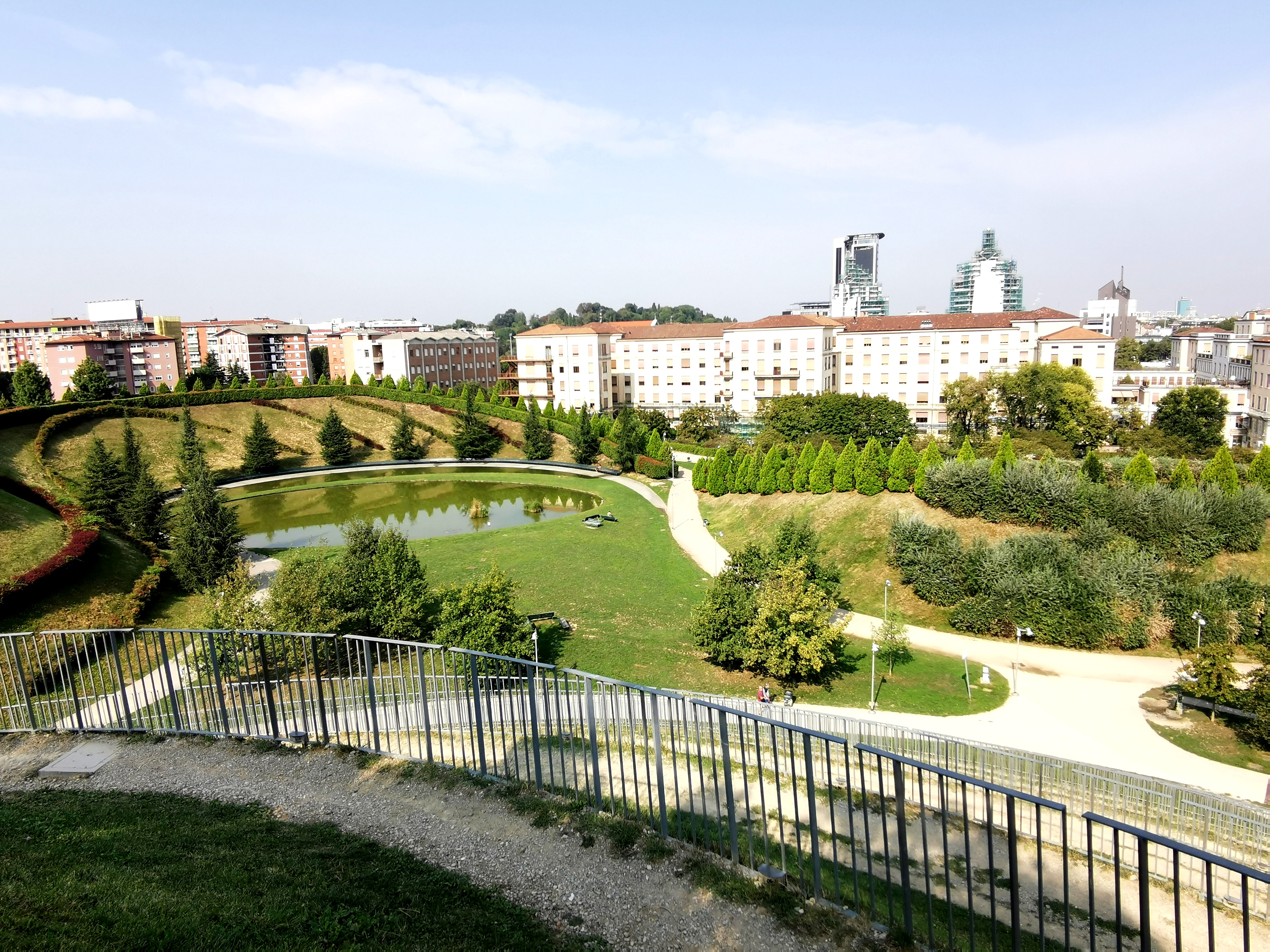
Collinetta e vegetazione del parco

Il Parco Industria Alfa Romeo - Portello è l'area verde all'interno dell'omonimo quartiere residenziale di Milano, sull'area omonima dismessa dello stabilimento Alfa Romeo del Portello negli anni ottanta.
Il quartiere occupa una superficie di 370000 m², a cavallo del viale Renato Serra sopra il quale scorre la strada sopraelevata. È accanto al viale De Gasperi che si colloca il parco con i suoi 65.000 metri quadrati di superficie. Nel gennaio 2011, del parco stesso erano visibili solo i cocuzzoli delle due alture artificiali che ne formano la principale caratteristica, ora l'intero complesso è ultimato e aperto.

## La continuità con la Montagnetta

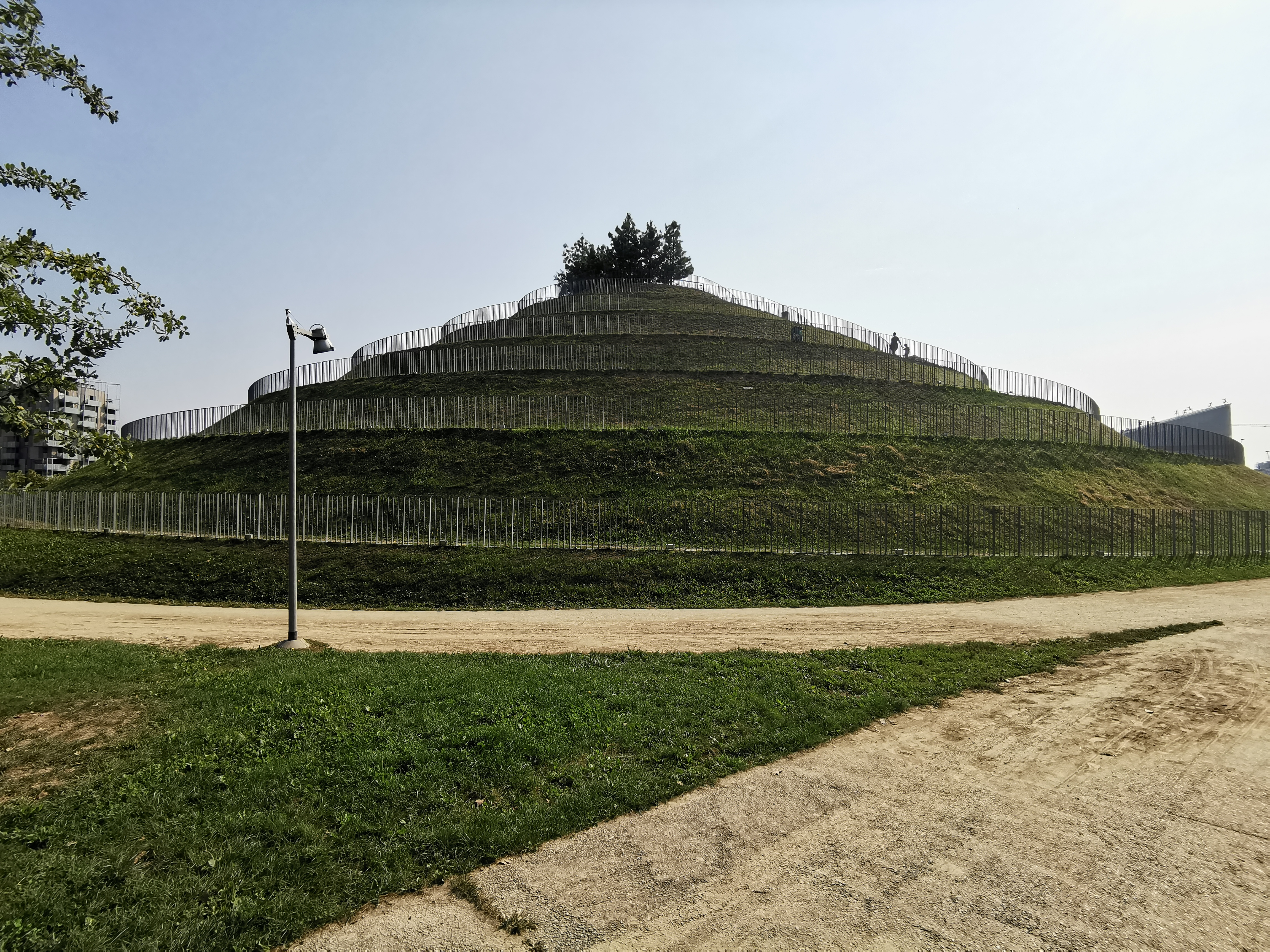
La collinetta del parco vista dal basso

Progettualmente, il parco vuole costituire una continuità, anche storica, con quello della Montagnetta di San Siro: come quella, le due collinette, assai più piccole, sono state costruite con macerie e terra di scavo e ad essa sono collegate da una passerella. Si divide in più aree, la prima delle quali è la collina della “preistoria”, con la sua forma ad esse che ripara dai rumori della strada e avvolge un grande specchio d’acqua. La sua forma riprende la prima grande struttura dell’universo, le spirali delle galassie e, infine, il tema della velocità in memoria delle attività passate. Scendendo da questa collina si arriva a quella della “storia”, a mezzaluna, che separa il “Time Garden” dal resto del parco. La collina più imponente, che guarda verso il centro della città è dedicata al “presente”, con un percorso che si dipana su una doppia elica culminante nel suo punto più alto (22 metri). In cima si trova una fontanella e una scultura metallica del DNA, in omaggio al tema della vita. Il “Time Garden”, invece, è lo spazio più raccolto e protetto del parco, con delle lastre bianche e nere a segnare la rotazione della Terra, le quattro stagioni con dei setti metallici, i 28 giorni del ciclo lunare in dei cerchi, i 12 mesi dell’anno come parole ritagliate nel metallo, i 365 giorni dell’anno e le onde del battito cardiaco, segnate sul pavimento tra lastre bianche e nere. L'intero parco sorge su un terrapieno di dieci metri d'altezza ottenuto con la costruzione di appositi muri di contenimento.